# Zajira
Zajira (en bengali : জাজিরা) est une upazila du Bangladesh dans le district de Shariatpur. En 2011, on y dénombrait 194 019 habitants.